# 馬淵建設
馬淵建設株式会社（まぶちけんせつ）は、神奈川県横浜市南区に本社を置く日本の総合建設会社（ゼネコン）である。本社のある神奈川県横浜市を中心に、主に関東地方での事業を展開している。

## 概要
1909年創業の馬淵組を前身とする神奈川県のゼネコンである。「神奈川建設4社」(馬淵建設、松尾工務店、三木組、オセアン大洋建設)の一角であり、ビル・マンション建設を得意としている。横浜に本社、横須賀に本店、東京・静岡(沼津)に支店、千葉・川崎・東北(仙台)に営業所がある。
創業地は横須賀であり、戦前は大日本帝国の海軍基地(旧横須賀鎮守府庁舎)や通信所などを施工した。1954年に建設事業部営繕課が建築事業部より分離独立。のちの梱包輸送業の(株)マブチとなる。
近年では建築・土木以外に不動産やリフォーム、電力事業など幅広く事業を展開する。
また、マブチ(梱包運送業)の他にも馬淵物流・エムゼックリフォーム等の関連会社がある。

## 沿革[8]
- 1909年 8月　神奈川県横須賀市に馬淵組創業。
- 1922年 12月　合資会社馬淵組設立。
- 1929年 5月　馬淵聾唖学校設立・開校。
- 1937年 5月　東洋一の水上飛行艇格納庫建設。（横浜市 金沢区）
- 1949年1月　東京支店、横浜支店を開設。
- 1949年
  - 2月　馬淵建設株式会社設立。
  - 10月　建設業法による業者登録　建設大臣（イ）第343号。
- 1950年 9月　馬淵運輸㈱設立。
- 1951年 10月　日本初のジョイントベンチャー方式による工事を受注。
- 1955年 6月　馬淵運輸と東和興業の合併により、東和運輸倉庫㈱発足。
- 1956年 1月　日本初のカーブ橋を手掛ける。(白糸橋)
- 1972年 1月　本社を横浜市に移転。旧本社を横須賀本店と名称変更。
- 1977年 12月　関東鉄工㈱と合併。
- 1992年 12月　東和運輸倉庫㈱と合併。
- 1996年 6月　株式会社ファミリーと合併。資本金1,258,049,833円に増資。
- 2000年 7月　通称名として「Mzec（エムゼック）」を採用。
- 2008年 7月　100周年記念事業として、ミクロネシア連邦ザビエル高校の改修工事を実施。
- 2011年 4月　千葉営業所を設置。
- 2012年 2月　川崎営業所を設置。
- 2012年 6月　東北営業所を設置。
- 2014年 10月　横浜市との共同事業方式により太陽光発電事業開始。

## 施工実績

### 建築[9]
マンション　・セレストタワー高崎
　　　　　　・パークハウス港南台６丁目
　　　　　　・ロワール湘南藤沢
　　　　　　・ザ・パークハウス 茅ヶ崎東海岸南
教育機関　　・神奈川県立小田原高等学校
　　　　　　・鎌倉女学院
　　　　　　・開成町立開成南小学校
福祉施設　　・特別養護老人ホーム横浜ナーシングビレッジ
　　　　　　・特別養護老人ホームゆるり
店舗、ビル　・横浜ベイサイドマリーナクラブハウス
　　　　　　・プレミアヨコハマ
その他　　　・横須賀市健康安全科学センター
　　　　　　・防衛大学校学生舎D棟
　　　　　　・鶴川記念病院

### 土木[10]
・中央自動車道底沢橋耐震工事
・引地川改修工事
・京浜急行堀之内駅工事
・横浜市営地下鉄駒林工区
・京浜急行南太田法面工事
・調布街路工事
・新吉田町堤防工事
・防大進入路整備工事
・中部水再生センター整備工事
・豊洲床版設置工事

### 戦前
- 横須賀鎮守府庁舎(現米海軍横須賀基地司令部庁舎)

### 戦後
- ペリー上陸記念碑(再建工事)
- 記念艦三笠(陸岸固定工事)

## 関連会社

### 建設事業

#### ・エムゼックリフォーム株式会社[11]
英語表記　mzecreform Inc.
　　本社所在地　〒232-8558 神奈川県横浜市南区花之木町2丁目26番地
　　代表者　山崎 由紀男
　　資本金　5000万円

### 運送事業

#### ・株式会社マブチ[12]
昭和29年に馬淵建設から分離独立。
　独自のマブチグループを形成する。
　本社所在地　〒231-0021　　横浜市中区日本大通17番地 ＪＰＲ横浜日本大通ビル3階
　　代表取締役社長　坂本 幹夫
　　資本金　130,000,000円
　　売上高　202億円 （グループ連結売上高　2018年9月期）
　　従業員数　1,480名(グループ全体就労人数)　465名(㈱マブチ単体従業員数）

#### ・馬淵物流株式会社[13]
本社所在地　〒237-0062　神奈川県横須賀市浦郷町5丁目2931-27
　　代表取締役　家藤 守雄
　　資本金　9,800万円
　　従業員数　74名　(平成28年8月現在)